# Чемпіонат світу з хокею із шайбою 2007 (дивізіон III)
Чемпіонат світу з хокею із шайбою 2007 (дивізіон III) — чемпіонат світу з хокею із шайбою, який проходив в період з 15 квітня по 21 квітня 2007 року у Дандолку (Ірландія).

## Таблиця
| Збірна        | М               | В               | ВО              | ПО              | П               | Ш               | О               |                 |
| ------------- | --------------- | --------------- | --------------- | --------------- | --------------- | --------------- | --------------- | --------------- |
| Нова Зеландія | 4               | 4               | 0               | 0               | 0               | 29:6            | 12              |                 |
| Ірландія      | 4               | 2               | 1               | 0               | 1               | 20:8            | 8               |                 |
| Люксембург    | 4               | 2               | 0               | 1               | 1               | 21:15           | 7               |                 |
| ПАР           | 4               | 1               | 0               | 0               | 3               | 17:16           | 3               |                 |
| Монголія      | 4               | 0               | 0               | 0               | 4               | 3:45            | 0               |                 |
| Вірменія      | не брали участь | не брали участь | не брали участь | не брали участь | не брали участь | не брали участь | не брали участь | не брали участь |

## Результати
| 15 квітня 13:00 | Ірландія      | 11-0   | Монголія      |
| 15 квітня 16:30 | ПАР           | 2-5    | Люксембург    |
| 16 квітня 16:30 | Люксембург    | 10-1   | Монголія      |
| 16 квітня 20:00 | Нова Зеландія | 4–2    | Ірландія      |
| 18 квітня 13:00 | Монголія      | 1-14   | ПАР           |
| 18 квітня 20:00 | Люксембург    | 3-8    | Нова Зеландія |
| 19 квітня 13:00 | Монголія      | 1-10   | Нова Зеландія |
| 19 квітня 20:00 | ПАР           | 1-3    | Ірландія      |
| 21 квітня 16:30 | Нова Зеландія | 7-0    | ПАР           |
| 21 квітня 20:00 | Ірландія      | 4-3 ОТ | Люксембург    |

## Найкращі бомбардири
| Гравець         | Матчі | Голи | Паси | Очки | ШХ | +/− |
| --------------- | ----- | ---- | ---- | ---- | -- | --- |
| Браден Лі       | 4     | 7    | 4    | 11   | 10 | +8  |
| Робер Беран     | 4     | 4    | 6    | 10   | 8  | +4  |
| Марк Моррісон   | 4     | 6    | 3    | 9    | 12 | +6  |
| Бретт Спірс     | 4     | 4    | 5    | 9    | 6  | +9  |
| Майкл Едвардс   | 4     | 3    | 6    | 9    | 10 | −1  |
| Лаурі Хоро      | 4     | 3    | 6    | 9    | 4  | +6  |
| Макі Рейнеке    | 4     | 3    | 6    | 9    | 20 | 0   |
| Саймон Гласс    | 4     | 3    | 5    | 8    | 2  | +8  |
| Бен Гоудремон   | 4     | 4    | 3    | 7    | 0  | +5  |
| Джош Рейнеке    | 4     | 3    | 4    | 7    | 18 | −1  |
| Гарретт Макнілл | 4     | 0    | 7    | 7    | 16 | +7  |

Джерело: IIHF.com [Архівовано 4 березня 2016 у Wayback Machine.]

## Найкращі воротарі
Список п'яти найращих воротарів, сортованих за відсотком відбитих кидків. У список включені лише ті гравці, які провели щонайменш 40% хвилин.
| Гравець          | ЧНЛ    | ГП | СП | СПГ  | %ВК   | ША |
| ---------------- | ------ | -- | -- | ---- | ----- | -- |
| Гарет Лівінгстон | 140:00 | 79 | 3  | 1.29 | 96.20 | 1  |
| Кевін Келлі      | 245:00 | 91 | 8  | 1.96 | 91.21 | 1  |
| Стівен Рід       | 100:00 | 28 | 3  | 1.80 | 89.29 | 0  |
| Жиль Манжен      | 132:39 | 93 | 10 | 4.52 | 89.25 | 0  |
| Гарі Бок         | 198:48 | 88 | 11 | 3.32 | 87.50 | 0  |

ЧНЛ = часу на льоду (хвилини:секунди); КП = кидки; ГП = голів пропушено; СП = Середня кількість пропущених шайб; СПГ = Голи, пропущені в середньому за 60 хвилин; %ВК = відбитих кидків (у %); ША = шатаути

Джерело: IIHF.com [Архівовано 24 вересня 2015 у Wayback Machine.]